# Большесухоязово
Большесухоя́зово (рос. Большесухоязово, башк. Оло Сухояз) — присілок у складі Мішкинського району Башкортостану, Росія. Адміністративний центр Большесухоязовської сільської ради.
Населення — 604 особи (2010; 702 у 2002).
Національний склад:
- марійці — 92 %